# パベル・ウリゾーン

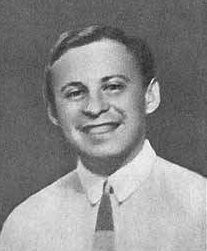
パベル・ウリゾーン

パベル・サムイロヴィチ・ウリゾーン(露: Па́вел Самуи́лович Урысо́н、英: Pavel Samuilovich Urysohn、1898年2月3日 - 1924年8月17日) は、ロシアの数学者。ニコライ・ルージンの弟子。
ロシア帝国のオデッサ生まれ。モスクワ大学で1915年から1921年まで学んだ。卒業後、モスクワ大学で数学の助教授となったが、1924年フランスブルターニュ地方の海岸で溺死した。